# آنا بیاتریس نوگیره
آنا بیاتریس نوگیره (به پرتغالی: Ana Beatriz Nogueira؛ زادهٔ ۲۲ اکتبر ۱۹۶۷) بازیگر اهل برزیل است. در سال ۱۹۸۷، وی برنده جایزه خرس نقره‌ای برای بهترین بازیگر زن از سی و هفتمین دوره جشنواره بین‌المللی فیلم برلین برای ایفای نقش در فیلم ورا به کارگردانی سرجیو تولدو شد.